# Thériot (Louisiane)
Thériot désigné également sous le nom de Bayou du Large est une census-designated place (CDP) située dans la paroisse de Terrebonne en Louisiane, aux États-Unis.

## Histoire
La localité est peuplée par les Amérindiens de la Nation des Houmas. La toponymie française atteste la persistance de la langue française parlée dans cette région depuis la période de la colonisation de la Louisiane française. Les Amérindiens Houmas s'expriment toujours dans un français cadien.

## Géographie
La bourgade de Thériot est située le long du bayou du Large à une dizaine de kilomètres au sud de la ville de Houma, à l'Est du lac Theriot, à l'Ouest de Montegut et au Nord de Dulac. Thériot s'étend en longueur lelong de la route qui longe le bayou du Large. Le centre-ville est situé autour du bureau de poste et de l'église Saint-Éloi. 
En 2002, le territoire a été touché par l'ouragan Isidore puis l'ouragan Lili et en 2005 par l'ouragan Rita. 